# Schweizer Heer
Das Schweizer Heer (französisch Forces terrestres suisses, italienisch Forze terrestri svizzere) ist eine Teilstreitkraft der Schweizer Armee. Ihm gehören das Heeresstabsbataillon 20, die Mechanisierten Brigaden 1, 4 und 11, sowie das Kompetenzzentrum Führungs- und Fachsysteme (Komp Zen FFS) und das Kompetenzzentrum Drohnen und Robotik, Verteidigung (Komp Zen DRV) an. Kommandant des Heeres ist seit 2024 Div Benedikt Roos.

## Aufgabe
Das Heer ist verantwortlich für die Erstellung der Grundbereitschaft seiner Stäbe und Verbände. Es stellt zudem die Führungsbereitschaft sicher und plant und führt Einsätze der Bodentruppen. Zudem ist es auch für die Streitkräfteentwicklung der Operationssphäre Boden verantwortlich.
Das Heer besteht aus einer Miliz- und einer Berufskomponente. In der Milizkomponente sind die Mechanisierten Brigaden 1, 4 und 11 zusammengefasst, welchen jeweils Kampftruppen, Kampfunterstützungstruppen und Führungsunterstützungstruppen unterstellt sind. Die Streitkräfteentwicklung der Operationssphäre Boden wird durch die Berufskomponente in den Bereichen Doktrin, Organisation und Material bearbeitet und in enger Zusammenarbeit mit den Territorialdivisionen und den Lehrverbänden der Schweizer Armee.
Das Heer bietet eine grosse Bandbreite militärischer Fähigkeiten und Ausbildungen. Dies betrifft insbesondere die Panzertruppen, die Artillerie, die Einsatzlogistik, Teile der Führungsunterstützungstruppen und der Sanität. Beim Auslösen einer Operation legt der Chef der Armee jeweils eine auf den Auftrag zugeschnittene Führungsstruktur fest. Die Führung der Operation erfolgt in der Regel durch das Operationskommando als so genanntes «Joint Force Command». Das Heer kann dabei mit seinen Brigaden eingesetzt werden oder es dient als «Force Provider».

## Kommandanten
| Funktionsjahre | Rang | Name                   | Bemerkung |
| -------------- | ---- | ---------------------- | --- |
| 1996           | KKdt | Jean-Rodolphe Christen | KKdt Christen wurde wegen Erreichen der Altersgrenze in Ruhestand versetzt                                                                     |
| 1997–2003      | KKdt | Jacques Dousse         | KKdt Dousse war bei seiner Ernennung mit 49 Jahren jüngster Korpskommandant der Schweizer Armee. 2004 wurde er Verteidigungsattaché nach Paris |
| 2004–2007      | KKdt | Luc Fellay             | KKdt Fellay wurde Special advisor to the director am GCSP, Rücktritt nach Kritik des CdA an der Organisation des Heeres                        |
| 2008–2016      | KKdt | Dominique Andrey       | KKdt Andrey wurde zum Militärischen Berater Chef VBS                                                                                           |
| 2016–2017      | KKdt | Daniel Baumgartner     | Nachträgliche Beförderung zum KKdt per 1.1.2017, ab 1.1.2018 wurde KKdt Baumgartner Chef Kdo Ausb                                              |
| 2018–2024      | Div  | René Wellinger         | Div Wellinger wurde Kdt HKA und Stv Chef Kdo Ausb                                                                                              |
| 2024–          | Div  | Benedikt Roos          | |

## Galerie

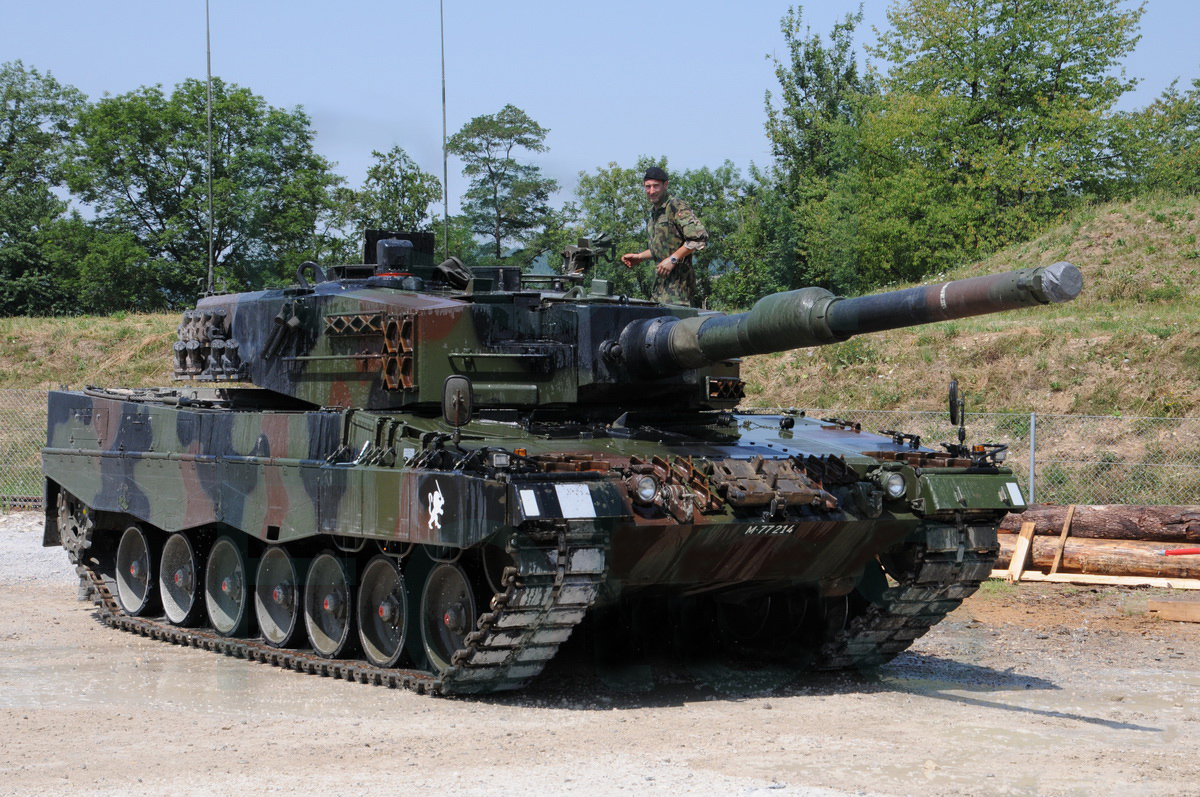
Leopard 2A4
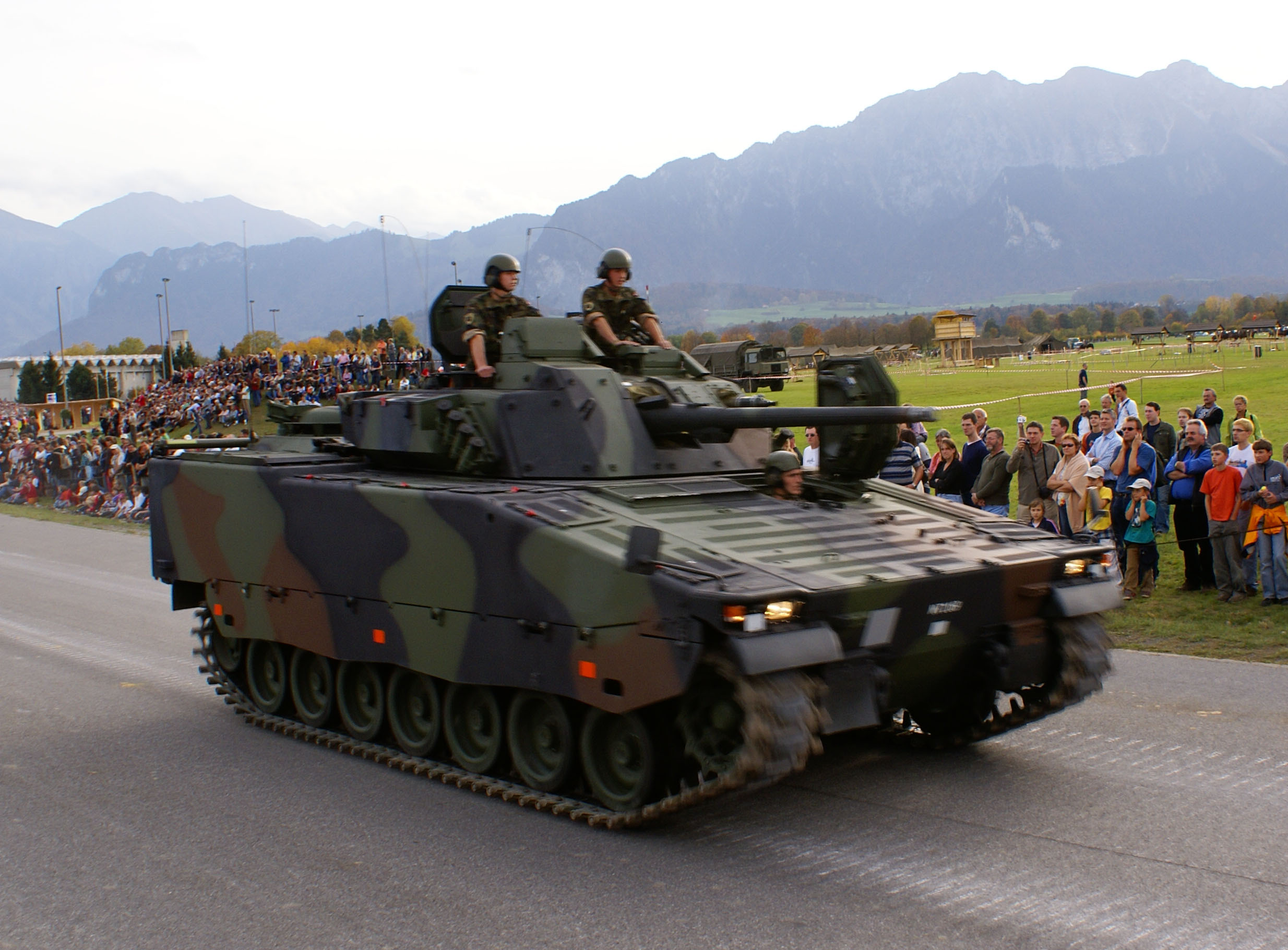
Schützenpanzer 2000
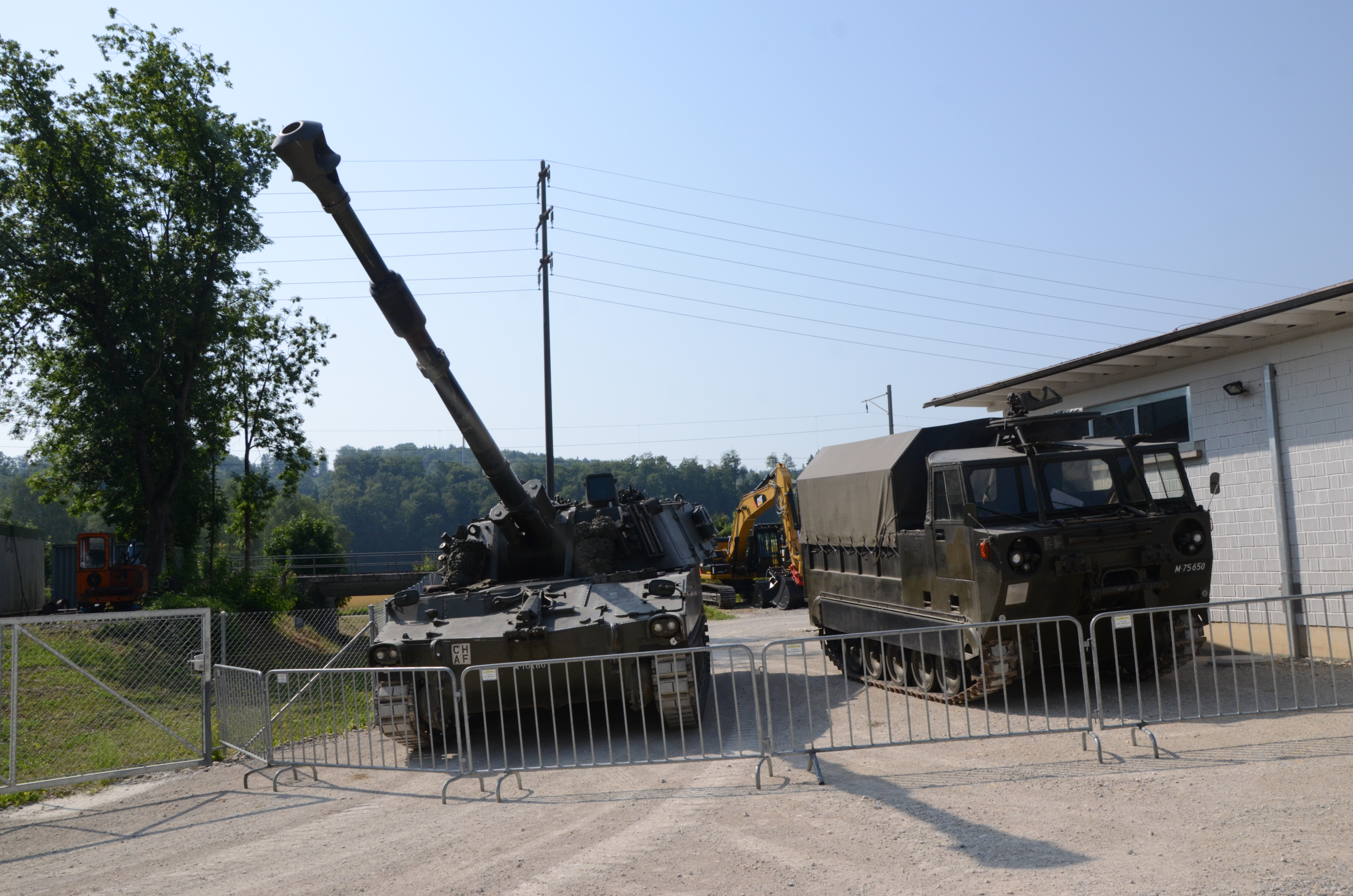
M109